# دلینگن
دلینگن (به فرانسوی: Dehlingen) یک کمون در فرانسه با جمعیت ۳۹۴ نفر است که در Canton of Sarre-Union واقع شده‌است.